# 商業寡頭

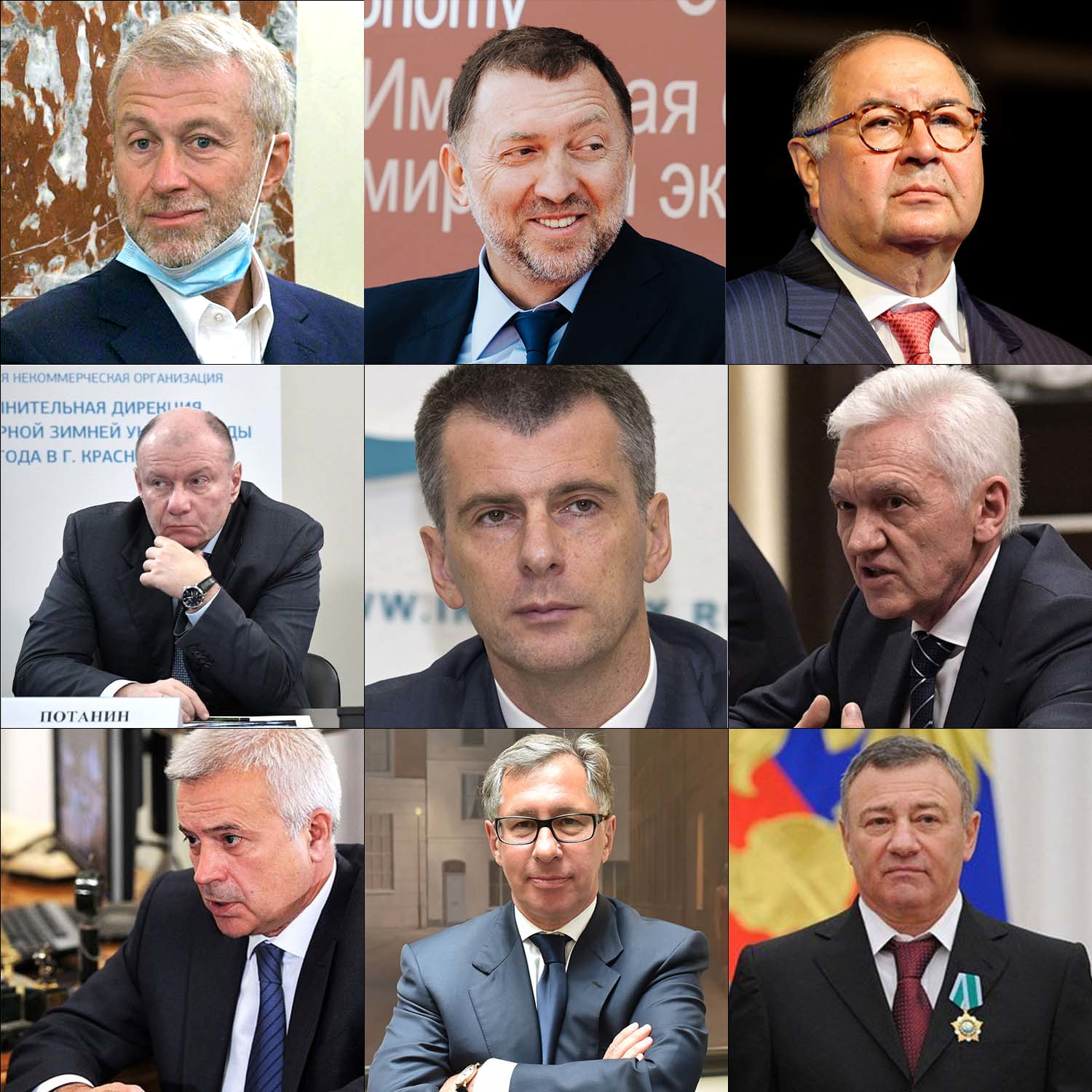
俄罗斯的九大寡头

商業寡頭（Business oligarch）通常是控制足夠資源以影響國家政治的商業巨頭。若滿足以下條件，則可以將企業領軍人物視為寡頭：
1. 使用壟斷手段支配一個行業；
2. 擁有足夠的政治權力來提高自己的利益；
3. 控制多個業務，這些業務密切協調其活動。[2]

「寡頭」一詞的英文名oligarch為古希臘語（oligos，少數）和（archein，統治）的結合體，更一般地說，寡頭是「寡頭集團的成員；在一個國家掌權的小團體的成員」。
此詞在西方媒體中常用來形容俄羅斯商人。根據記者Alan Macleod對紐約時報、CNN 和福克斯新聞使用該詞語的研究，98%提及寡頭的相關國家與俄羅斯（絕大多數）或前蘇聯國家有關。在該研究納入的150篇文章中，美國商人很少被稱為寡頭。